# Clisham
Der Clisham, schottisch-gälisch: An Cliseam, ist ein Berg auf der schottischen Hebrideninsel Lewis and Harris.

## Geographie
Der Clisham liegt in einer weitgehend unbesiedelten Region im Norden von Harris, dem Südteil der Doppelinsel Lewis and Harris. Der Inselhauptort Tarbert befindet sich sieben Kilometer südlich. Mit einer Höhe von 799 Metern ist der Clisham der höchste Berg von Lewis and Harris und auch der Äußeren Hebriden. Auf der Kuppe des als Corbett klassifizierten Clisham befindet sich ein Triangulationspunkt.
Der Clisham besitzt zwei Nebengipfel, den Mulla-fo-Dheas und den Mulla-fo-Thuath, mit Höhen von 743 beziehungsweise 720 Metern. Loch Langavat beginnt rund 5,5 Kilometer nördlich. Die Meeresarme West Loch Tarbert und Loch Seaforth befinden sich rund vier Kilometer südwestlich beziehungsweise fünf Kilometer östlich.